# Marieta Orozco
Pour les articles homonymes, voir Orozco.
Marieta Orozco, née le 11 février 1978 à Barcelone en Catalogne, est une actrice  espagnole. Elle a remporté le prix Goya du meilleur espoir féminin en 1999 pour son rôle dans le drame Barrio de Fernando León de Aranoa.

## Biographie
Marieta Orozco naît à Barcelone en 1978. Sa mère est l'actrice Alicia Orozco.
Elle commence une carrière d'actrice à la télévision et au cinéma dans les années 1990. En 1999, elle remporte le prix Goya du meilleur espoir féminin pour son rôle dans le drame Barrio de Fernando León de Aranoa.
Dans les années 2000, elle est notamment à l'affiche de la comédie dramatique Krámpack de Cesc Gay et des drames Pau et son frère (Pau i el seu germà) de Marc Recha et Mentiras y gordas d'Alfonso lbacete et David Menkes (es). Elle tient également des rôles récurrents dans diverses séries télévisées.

## Filmographie

### Au cinéma
- 1991 : Chatarra de Félix Rotaeta
- 1998 : Barrio de Fernando León de Aranoa
- 2000 : Krámpack de Cesc Gay
- 2001 : Pau et son frère (Pau i el seu germà) de Marc Recha
- 2001 : Honolulu Baby de Maurizio Nichetti
- 2003 : Descongélate! de Dunia Ayaso et Félix Sabroso
- 2004 : Inconscientes de Joaquín Oristrell (es)
- 2005 : El Triumfo de Mereia Ros
- 2007 : Lo mejor de mí de Roser Aguilar (es)
- 2009 : Mentiras y gordas d'Alfonso lbacete et David Menkes (es)
- 2009 : Estigmas de Adán Aliaga (ca)
- 2015 : Crisis, ¿qué crisis? de Manuel Mira
- 2015 : Segon origen de Carles Porta (es) et Sergi Lara

### À la télévision

#### Séries télévisées
- 1996 : Rosa, la lluita
- 1999 : El comisario, un épisode
- 2000 : Raquel busca su sitio, un épisode
- 2002 : Mirall trencat
- 2006 : Mujeres

#### Téléfilm
- 2004 : Estocolm d'Orestes Lara

## Distinctions
- Pour Barrio :
  - Coup de cœur du jury au festival international du film d'Amiens en 1998 (avec Críspulo Cabezas (es), Timy Benito et Eloi Yebra (es)).
  - Prix Goya du meilleur espoir féminin 1999.